# Lei de Gauss
A lei de Gauss é a lei que estabelece a relação entre o fluxo do campo elétrico através de uma superfície fechada com a carga elétrica que existe dentro do volume limitado por esta superfície. A lei de Gauss é uma das quatro equações de Maxwell, juntamente com a lei de Gauss do magnetismo, a lei da indução de Faraday e a lei de Ampère-Maxwell. Foi elaborada por Carl Friedrich Gauss em 1835, porém só foi publicada após 1867. Gauss foi um matemático alemão que fez contribuições importantes para a teoria dos números, a geometria e a probabilidade, tendo também contribuições em astronomia e na medição do tamanho e do formato da Terra.

## Fluxo do campo elétrico

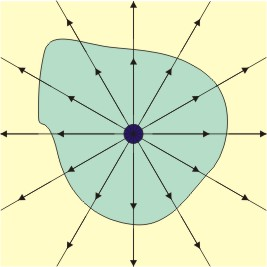
Linhas de campo elétrico "furando" uma superfície, mostrando que o existe fluxo de campo elétrico através da superfície. Como as linhas de campo estão saindo da superfície, o fluxo do campo elétrico é positivo.

O fluxo de campo elétrico, {\displaystyle \Phi _{E}}, é uma grandeza escalar e pode ser considerado como uma medida do número de linhas de campo que atravessam a superfície. Convenciona-se que se há mais linhas de campo saindo da superfície do que entrando, o fluxo do campo elétrico através da superfície é positivo e se há mais linhas de campo entrando na superfície do que saindo da mesma, o fluxo é negativo. Além disso, é importante observar o fato de que se o número de linhas de campo que entra na superfície é igual ao número de linhas de campo que sai da superfície, então o fluxo de campo elétrico através da superfície é nulo.
Para obter o fluxo do campo elétrico E através de uma superfície fechada em que E é não-uniforme, é preciso dividi-la em elementos de área infinitesimal dA. Define-se, então, um vetor dA cujo módulo é dA, a direção é perpendicular ao elemento de área e o sentido é adotado como o sentido da normal ao elemento infinitesimal saindo da superfície. Assim, esses elementos infinitesimais são tão pequenos que E pode ser considerado constante em todos os pontos de um mesmo elemento de área. Portanto, podemos definir o fluxo de E através de uma superfície S da seguinte forma:
{\displaystyle \Phi _{E}=\int _{S}\mathbf {E} \cdot \mathrm {d} \mathbf {A} }
ou, no caso de uma superfície fechada:
:{|cellpadding="5" style="border:2px solid #000000;background: #ffffff; text-align: center;"
|
{\displaystyle \Phi _{E}=\oint _{S}\mathbf {E} \cdot \mathrm {d} \mathbf {A} \,\!} 
|}
Da definição de produto escalar, tem-se que: E . dA = |E||dA| cosθ = |E|cosθ |dA|. Como θ é o ângulo entre os vetores E e dA, |E|cosθ é a projeção do vetor E sobre o vetor dA, logo a função desse produto escalar dentro da integral é selecionar algo proporcional à componente do campo elétrico que está "furando" à superfície infinitesimal dA, o que é coerente com a definição de fluxo dada anteriormente.
Por fim, se uma carga pontual estiver fora da superfície, as linhas de campo que partem da carga pontual irão entrar e sair da superfície, visto que as linhas de campo de uma carga pontual são radiais. Por isso, pode-se concluir que se uma carga está fora de uma superfície, então o fluxo do campo elétrico dessa carga através da superfície é nulo, ou seja:

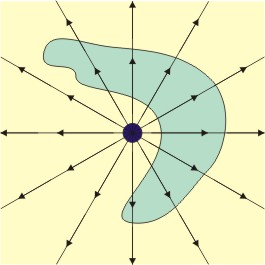
As linhas de campo elétrico entram e saem da superfície, portanto o fluxo de campo elétrico sobre a superfície é nulo.

:{|cellpadding="5" style="border:2px solid #000000;background: #ffffff; text-align: center;"
|
{\displaystyle \Phi _{E}=\oint _{S}\mathbf {E} \cdot \mathrm {d} \mathbf {A} =0}, se {\displaystyle q} estiver externa à superfície. 
|}

## Lei de Gauss
A lei de Gauss estabelece uma relação entre o fluxo de campo elétrico através de uma superfície fechada e as cargas que estão no interior dessa superfície. Algumas considerações importantes sobre a de lei de Gauss são:
- A lei de Gauss não contém nenhuma informação que não esteja contida na lei de Coulomb e no princípio da superposição. Inclusive, é possível obter a lei de Coulomb a partir da lei de Gauss e vice-versa.[3]
- É fundamental para a lei de Gauss, o fato de que a força elétrica é proporcional ao inverso do quadrado da distância. É esse fato que faz com que o fluxo de E não dependa da "superfície gaussiana" escolhida e dependa apenas das cargas que estão localizadas no interior da superfície. Dessa forma, é possível pensar numa lei de Gauss que estabeleça uma relação de fluxo para qualquer campo cuja lei de força associada a esse campo seja proporcional ao inverso do quadrado da distância, como a força gravitacional, por exemplo, logo existe uma lei de Gauss da gravitação.[3]
- Apesar da lei de Coulomb nos fornecer o necessário para calcular o campo elétrico de uma distribuição de cargas, muitas vezes, as integrais que envolvem o cálculo do campo elétrico podem ser complicadas de serem resolvidas, mesmo para casos razoavelmente simples. É nesse ponto que reside um dos aspectos de maior eficiência da lei de Gauss: o cálculo do campo elétrico em distribuições de carga que possuam determinados tipos de simetria torna-se extremamente simples.[3]
- A lei de Gauss se refere sempre ao fluxo no interior de uma superfície gaussiana escolhida. Portanto, para utilizar a lei de Gauss, é necessário definir o que é uma "superfície gaussiana". Esta é, por sua vez, uma superfície arbitrariamente escolhida. Normalmente, essa superfície é escolhida de modo que a simetria da distribuição de carga permita, ao menos em parte da superfície, um campo elétrico de intensidade constante.[2]

### Forma integral da lei de Gauss

Superfície gaussiana esférica centrada em q.

Para entender como a lei de Gauss relaciona o fluxo do campo elétrico no interior de uma superfície gaussiana com a carga no interior dessa mesma superfície, escolhe-se uma superfície qualquer com uma carga q em seu interior. Então, escolhe-se outra superfície gaussiana S' que está envolvendo q no interior de S. A forma dessa superfície S' pode ser qualquer, contudo, a fim de facilitar os cálculos e a visualização, vamos fazer dessa superfície S', uma esfera de raio r centrada na carga q. O raio r é tal que S' esteja inteiramente dentro de S.
O fluxo do campo elétrico através dessa esfera é dado por:
{\displaystyle \Phi _{E}=\oint _{S'}\mathbf {E} \cdot \mathrm {d} \mathbf {A} }
Como tanto E quanto dA são radiais, o produto escalar torna-se o produto dos módulos, então:
{\displaystyle \Phi _{E}=\oint _{S'}E\ dA}
Como |E| é constante na superfície da esfera, podemos tirá-lo da integral e temos:
{\displaystyle \Phi _{E}=E\oint _{S'}dA=\left({\frac {1}{4\pi \varepsilon _{0}}}{\frac {q}{r^{2}}}\right)(4\pi r^{2})={\frac {q}{\varepsilon _{0}}}}
Portanto, é possível observar que o fluxo através da superfície S' é um número que independe do raio da esfera. Dessa forma, o fluxo que sai da superfície S também será {\displaystyle {\frac {q}{\varepsilon _{0}}}}. Esse é um valor independente da forma da superfície S, desde que esta tenha uma carga q em seu interior.
Se uma carga q está no exterior da superfície S, as suas linhas de campo entram e saem da superfície S, por isso, o fluxo de campo elétrico dessa carga sobre a superfície é nulo. Logo:
{\displaystyle \oint _{S}\mathbf {E} \cdot \mathrm {d} \mathbf {A} =0{\text{, se a carga está no exterior da superfície gaussiana.}}}
Por fim, se tivermos mais de uma carga no interior da superfície gaussiana, vale o princípio da superposição de modo que:
{\displaystyle \oint _{S}\left(\mathbf {E_{1}} +\mathbf {E_{2}} \right)\cdot \mathrm {d} \mathbf {A} =\oint _{S}\mathbf {E_{1}} \cdot \mathrm {d} \mathbf {A} +\oint _{S}\mathbf {E_{2}} \cdot \mathrm {d} \mathbf {A} ={\frac {q_{1}+q_{2}}{\varepsilon _{0}}}}
Portanto, a Lei de Gauss na forma integral pode ser enunciada da seguinte forma:
{\displaystyle \oint _{S}\mathbf {E} \cdot \mathrm {d} \mathbf {A} ={\frac {q_{int}}{\varepsilon _{0}}}}

### Forma diferencial da lei de Gauss
| Demonstração |                                                                                 |
| --- | ------------------------------------------------------------------------------- |
| Pelo teorema da divergência:[3][5] {\displaystyle \oint _{S}\mathbf {E} \cdot \mathrm {d} \mathbf {A} =\int _{V}(\nabla \cdot \mathbf {E} ){d}\tau } Pode-se reescrever a carga interna à superfície, qint, em termos da densidade ρ: {\displaystyle q_{int}=\int _{V}\rho \ \mathrm {d} \tau } Desse modo, usando o teorema de Stokes,a lei de Gauss, assume a forma: {\displaystyle \int _{V}\left(\nabla \cdot \mathbf {E} \right){d}\tau =\int _{V}\left({\frac {\rho }{\varepsilon _{0}}}\right){d}\tau } Por fim, como se quer que essa igualdade valha para qualquer volume, os integrandos devem ser iguais, logo: :{\|cellpadding="5" style="border:2px solid #000000;background: #f5f5f5; text-align: center;" | {\displaystyle \nabla \cdot \mathbf {E} ={\frac {\rho }{\varepsilon _{0}}}\,\!} |
|}

### Relação entre a lei de Gauss e a lei de Coulomb
| Demonstração | |
| --- | --- |
| Existe uma relação entre a lei de Gauss e a lei de Coulomb, de forma que nenhuma das duas leis é mais fundamental do que a outra. Partindo-se de uma delas pode-se obter a outra como consequência. Partindo-se da lei de Coulomb, tem-se que[3]: {\displaystyle \mathbf {E} (\mathbf {r} )={\frac {1}{4\pi \varepsilon _{0}}}\int _{\Omega }{\frac {q}{r''^{2}}}{\hat {\mathbf {r''} }}} onde Ω significa que a integral ocorre em todo o espaço e {\displaystyle \mathbf {r''} =\mathbf {r'} -\mathbf {r} }, isto é, {\displaystyle \mathbf {r'} } é um vetor que vai da origem até um elemento infinitesimal de volume da distribuição de carga geradora do campo, r é um vetor que vai da origem ao ponto no qual se deseja calcular calcular o campo e {\displaystyle \mathbf {r''} } é o vetor que representa a distância entre o elemento infinitesimal da fonte de campo elétrico e o ponto no qual se deseja calcular o campo. Pode-se reescrever a equação acima em termos da densidade volumétrica de carga da seguinte forma: {\displaystyle \mathbf {E} (\mathbf {r} )={\frac {1}{4\pi \varepsilon _{0}}}\int _{\Omega }{\frac {\hat {\mathbf {r''} }}{r''^{2}}}\rho (\mathbf {r'} )\mathrm {d} \tau '} onde dτ' é um elemento infinitesimal de volume da distribuição de carga geradora do campo. Sabe-se que, pelo teorema da divergência, o fluxo do campo elétrico pode ser escrito do seguinte modo: {\displaystyle \oint _{S}\mathbf {E} \cdot \mathrm {d} \mathbf {A} =\int _{V}(\nabla \cdot \mathbf {E} ){d}\tau } Calculando-se o divergente de E, obtém-se: {\displaystyle \nabla \cdot \mathbf {E} ={\frac {1}{4\pi \varepsilon _{0}}}\int _{\Omega }\nabla \cdot \left({\frac {\hat {\mathbf {r''} }}{r''^{2}}}\right)\rho (\mathbf {r'} )\mathrm {d} \tau '} Entretanto: {\displaystyle \nabla \cdot \left({\frac {\hat {\mathbf {r''} }}{r''^{2}}}\right)=4\pi \delta ^{3}(\mathbf {r''} )} Esse é um resultado importante e muito usado em eletrostática. Um cálculo de divergente acima de forma não muito atenta pode levar, equivocadamente, a um divergente nulo. Em contrapartida, pode-se obter esse resultado resolvendo a integral de superfície de {\displaystyle \left({\frac {\hat {\mathbf {r''} }}{r''^{2}}}\right)\cdot \mathrm {d} \mathbf {A} } numa superfície esférica de raio R, que leva ao resultado: {\displaystyle \oint _{S}\left({\frac {\hat {\mathbf {r''} }}{r''^{2}}}\right)\cdot \mathrm {d} \mathbf {A} =4\pi }. Portanto, isso sugere que o divergente deve ser calculado de forma mais cuidadosa, introduzindo o conceito da distribuição delta de Dirac em eletrostática. Sabendo, então, que :{\displaystyle \nabla \cdot \left({\frac {\hat {\mathbf {r''} }}{r''^{2}}}\right)=4\pi \delta ^{3}(\mathbf {r''} )=4\pi \delta ^{3}(\mathbf {r-r'} )} e usando o conceito de distribuição delta de Dirac: {\displaystyle \nabla \cdot \mathbf {E} ={\frac {1}{4\pi \varepsilon _{0}}}\int _{\Omega }4\pi \delta ^{3}(\mathbf {\mathbf {r} -\mathbf {r'} } )\rho (\mathbf {r'} )\mathrm {d} \tau '={\frac {1}{\varepsilon _{0}}}\rho (\mathbf {r} )} Chega-se, portanto na lei de Gauss na forma diferencial. Pode-se obter a lei de Gauss na forma integral do seguinte modo: :{\|cellpadding="5" style="border:2px solid #000000;background: #f5f5f5; text-align: center;" | {\displaystyle \int _{V}(\nabla \cdot \mathbf {E} ){d}\tau =\oint _{S}\mathbf {E} \cdot \mathrm {d} \mathbf {A} ={\frac {1}{\varepsilon _{0}}}\int _{V}\rho \ {d}\tau ={\frac {\rho }{\varepsilon _{0}}}\,\!} |
Tomando uma superfície esférica S, de raio r, centrada na carga q, e partindo-se da lei de Gauss, tem-se que:
{\displaystyle \oint _{S}\mathbf {E} \cdot \mathrm {d} \mathbf {A} ={\frac {q_{int}}{\varepsilon _{0}}}={\frac {q}{\varepsilon _{0}}}}
Como escolheu-se uma carga positiva, pode-se observar que, por simetria, o campo na superfícies esférica é radial e aponta para fora da esfera, visto que as linhas de campo divergem de uma carga positiva. Portanto, E e dA  apontam na mesma direção e sentido de modo que:
{\displaystyle \oint _{S}\mathbf {E} \cdot \mathrm {d} \mathbf {A} =\oint _{S}E\ dA={\frac {q}{\varepsilon _{0}}}}
Como E possui a mesma intensidade para todos os pontos da superfície esférica, pode-se retirá-lo de dentro do símbolo de integração:
{\displaystyle E\oint _{S}dA={\frac {q}{\varepsilon _{0}}}}
Mas, a área da superfície esférica é 4πr², logo:
{\displaystyle E(4\pi r^{2})={\frac {q}{\varepsilon _{0}}}}
{\displaystyle E={\frac {1}{4\pi \varepsilon _{0}}}{\frac {q}{r^{2}}}}
Contudo, já foi considerado antes que o campo deve estar na direção radial, então:
{\displaystyle \mathbf {E} (\mathbf {r} )={\frac {q}{4\pi \varepsilon _{0}}}{\frac {\hat {\mathbf {r''} }}{r''^{2}}}}
|}

## Aplicações
É importante ressaltar que a lei de Gauss se torna eficiente apenas em casos em que há simetria. Mais precisamente, nos casos nos quais existe simetria esférica, cilíndrica ou plana. Dessa forma, construir superfícies gaussianas que aproveitem a simetria é de vital importância para a aplicação da lei de Gauss, visto que a eficiência da lei de Gauss consiste em utilizar a simetria das distribuições de carga para calcular campo elétrico dessas com mais facilidade.

### Campo elétrico no interior e no exterior de uma esfera

Duas superfícies gaussianas esféricas em torno de uma esfera uniformemente carregada de raio R. A superfície gaussiana externa à esfera de raio R possui raio r' e a superfície gaussiana interna à esfera possui raio r.

Para uma esfera de raio R com carga Q uniformemente distribuída pela esfera, tem-se:
No exterior da esfera
Para se obter o campo no exterior da esfera, escolhe-se, como superfície gaussiana, a superfície esférica de raio r', situada no exterior da esfera de raio R. Pode-se imaginar que, muito longe da esfera, o campo elétrico que se sente é como o campo de uma carga puntiforme. Além disso, devido à simetria esférica, o campo elétrico deve apontar na direção radial. Dessa forma, aplicando a lei de Gauss:
{\displaystyle \oint _{S}\mathbf {E} \cdot \mathrm {d} \mathbf {A} ={\frac {q_{int}}{\varepsilon _{0}}}={\frac {Q}{\varepsilon _{0}}}}
O campo deve apontar na direção radial e, portanto, E e dA possuem a mesma direção e sentido e, por isso, segue que: E . dA = E dA. Logo:
{\displaystyle \oint _{S}E\ dA={\frac {Q}{\varepsilon _{0}}}}
O módulo do campo elétrico na superfície gaussiana é constante, visto que, nesse caso, o campo deve depender da distância em relação à esfera e, portanto, E pode sair da Integral.
{\displaystyle E\oint _{S}dA={\frac {Q}{\varepsilon _{0}}}}
{\displaystyle E\left(4\pi r'^{2}\right)={\frac {Q}{\varepsilon _{0}}}}
{\displaystyle E={\frac {1}{4\pi \varepsilon _{0}}}{\frac {Q}{r'^{2}}}}
Logo:
{\displaystyle \mathbf {E} ={\frac {1}{4\pi \varepsilon _{0}}}{\frac {Q}{r'^{2}}}{\hat {\mathbf {r} }}}
No interior da esfera
Para como o campo elétrico varia no interior da esfera, deve-se tomar como superfície gaussiana a superfície esférica de raio r no interior da esfera de raio R. Nesse caso, como a carga está uniformemente distribuída pela esfera, a densidade volumétrica de carga, ρ, é a mesma em todos os pontos da esfera,então pode-se observar que:
{\displaystyle q_{int}=\rho V_{g}=\left({\frac {Q}{{\frac {4}{3}}\pi R^{3}}}\right)\left({\frac {4}{3}}\pi r^{3}\right)=Q\ {\frac {r^{3}}{R^{3}}}}
onde Vg é o volume da superfície gaussiana escolhida.
Dessa forma:
{\displaystyle \oint _{S}\mathbf {E} \cdot \mathrm {d} \mathbf {A} ={\frac {Q}{\varepsilon _{0}}}\ {\frac {r^{3}}{R^{3}}}}
Os mesmos argumentos dados anteriormente para que o produto escalar E . dA seja E dA e para que E saia da integral continuam sendo válidos, logo:
{\displaystyle \oint _{S}E\ dA={\frac {Q}{\varepsilon _{0}}}\ {\frac {r^{3}}{R^{3}}}}
{\displaystyle E\oint _{S}dA={\frac {Q}{\varepsilon _{0}}}\ {\frac {r^{3}}{R^{3}}}}
{\displaystyle E\left(4\pi r^{2}\right)={\frac {Q}{\varepsilon _{0}}}\ {\frac {r^{3}}{R^{3}}}}
{\displaystyle E={\frac {Q}{4\pi \varepsilon _{0}}}{\frac {r}{R^{3}}}}
Logo:
{\displaystyle \mathbf {E} ={\frac {Q}{4\pi \varepsilon _{0}}}{\frac {r}{R^{3}}}{\hat {\mathbf {r} }}}
Portanto, no caso de uma esfera uniformemente carregada:
{\displaystyle \mathbf {E} ={\begin{cases}{\frac {Q}{4\pi \varepsilon _{0}}}{\frac {r}{R^{3}}}{\hat {\mathbf {r} }},&{\mbox{se }}r<R\\{\frac {1}{4\pi \varepsilon _{0}}}{\frac {Q}{r^{2}}}{\hat {\mathbf {r} }},&{\mbox{se }}r>R\end{cases}}}

### Campo elétrico no interior e no exterior de uma casca esférica
Para se resolver esse problema, utiliza-se a figura 4 novamente, porém com uma ligeira diferença: o interior da esfera de raio R é "oco", isto é, tem-se apenas uma casca esférica com carga Q uniformemente distribuída sobre sua superfície.
No exterior da esfera
Escolhendo a superfície de raio r' como mostrada na figura 4, tem-se, pela lei de Gauss, o mesmo resultado que foi obtido para o campo no exterior de uma esfera. A carga interna à superfície gaussiana, qint, é Q nesse caso, como no caso anterior da esfera uniformemente carregada, de forma que o cálculo para o campo elétrico exterior à da casca esférica se desenvolve da mesma forma que o cálculo para o campo no exterior à esfera uniformemente carregada, então:
{\displaystyle \mathbf {E} ={\frac {1}{4\pi \varepsilon _{0}}}{\frac {Q}{r'^{2}}}{\hat {\mathbf {r} }}}
No interior da casca esférica
Escolhendo a superfície gaussiana de raio r, no interior da casca esférica, tem-se:
{\displaystyle \oint _{S}\mathbf {E} \cdot \mathrm {d} \mathbf {A} ={\frac {q_{int}}{\varepsilon _{0}}}=0}
{\displaystyle \oint _{S}E\ dA=0}
{\displaystyle E\oint _{S}dA=0}
{\displaystyle E\left(4\pi r^{2}\right)=0}
Portanto:
{\displaystyle E=0}
Logo:
{\displaystyle \mathbf {E} =\mathbf {0} }
Portanto, no caso de uma casca esférica uniformemente carregada:
{\displaystyle \mathbf {E} ={\begin{cases}\mathbf {0} ,&{\mbox{se }}r<R\\{\frac {1}{4\pi \varepsilon _{0}}}{\frac {Q}{r^{2}}}{\hat {\mathbf {r} }},&{\mbox{se }}r>R\end{cases}}}

### Campo elétrico de um plano infinito

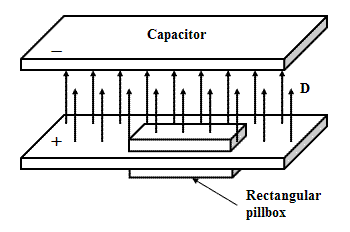
Figura 5: Um exemplo de superfície gaussiana que se deve utilizar para obter o campo de um plano infinito é como a que está mostrada sobre a placa de baixo do capacitor.

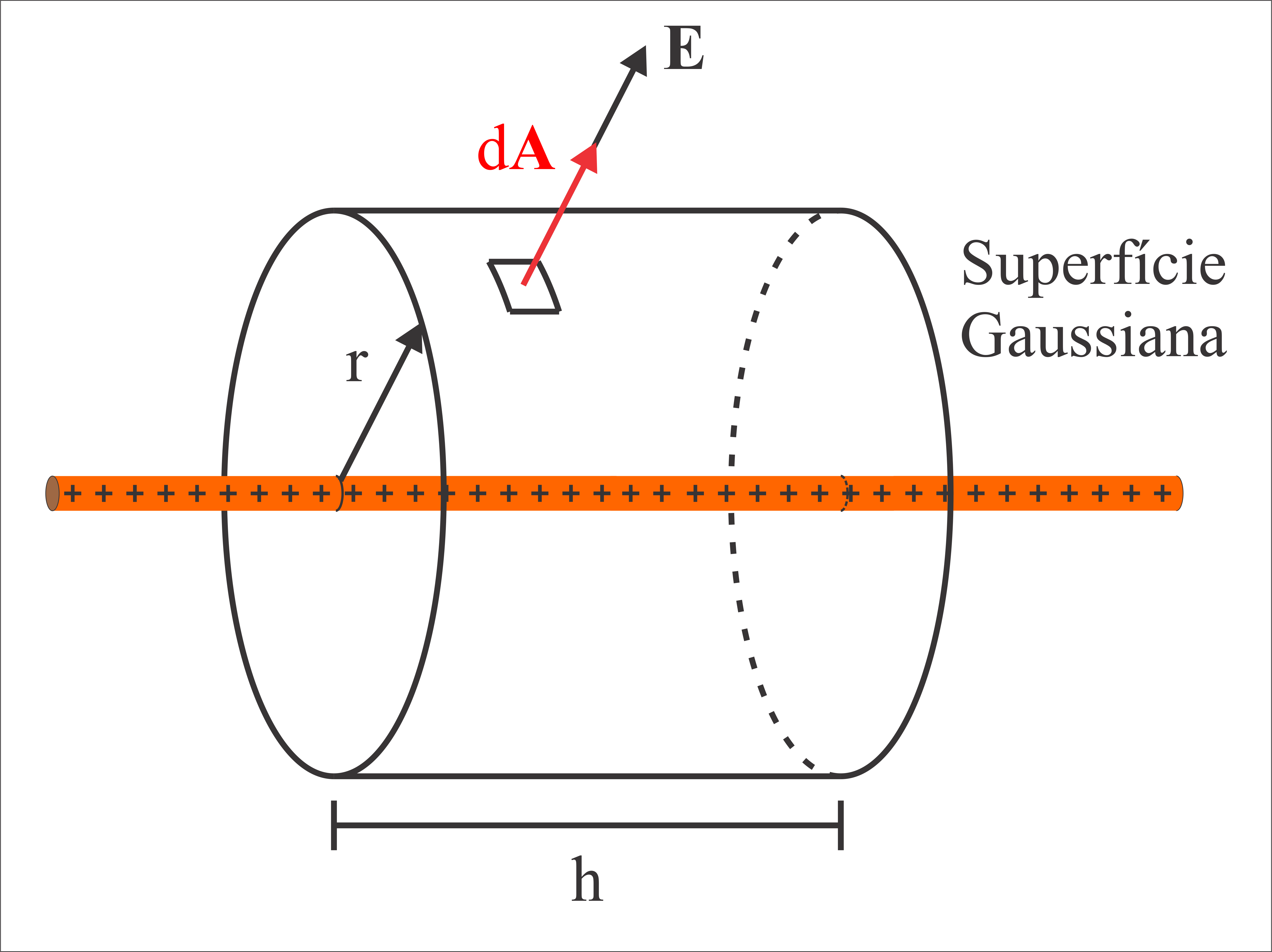
Figura 6: Superfície gaussiana cilíndrica envolvendo um fio extenso positivamente carregado.

Supõe-se um plano infinito com densidade de carga σ e se deseja calcular o campo elétrico produzido por esse plano. Apesar de o problema ser bem diferente do apresentado na figura 5, visto que, no problema em questão, está-se estudando um plano infinito e não o campo no interior de um capacitor, é interessante utilizar uma superfície gaussiana de mesma forma que a superfície retratada na placa de baixo do capacitor da figura 5. Utilizando, portanto, a superfície de um paralelepípedo cortando o plano infinito como superfície S, tem-se:
{\displaystyle \oint _{S}\mathbf {E} \cdot \mathrm {d} \mathbf {A} ={\frac {q_{int}}{\varepsilon _{0}}}}
Por simetria, o campo elétrico deve apontar para "fora" do plano, isto é, ele aponta na direção {\displaystyle {\hat {\mathbf {z} }}} para pontos acima do plano e na direção {\displaystyle -{\hat {\mathbf {z} }}} para pontos abaixo do plano. Dessa forma, as únicas superfícies superior e inferior da superfície do paralelepípedo é que serão "furadas" pelo campo elétrico, por isso:
{\displaystyle \oint _{S}\mathbf {E} \cdot \mathrm {d} \mathbf {A} =\int _{S1+S2}\mathbf {E} \cdot \mathrm {d} \mathbf {A} =\int _{S1+S2}E\ dA=E\int _{S1+S2}dA=2AE}
onde A é a área da superfície superior e inferior da superfície do paralelepípedo. Sabe-se, também, que : σ = qint/A, logo : qint = σA, portanto:
{\displaystyle 2AE={\frac {\sigma A}{\varepsilon _{0}}}}
{\displaystyle E={\frac {\sigma }{2\varepsilon _{0}}}}
ou
{\displaystyle \mathbf {E} ={\frac {\sigma }{2\varepsilon _{0}}}{\hat {\mathbf {n} }}}
onde {\displaystyle {\hat {\mathbf {n} }}} é um vetor unitário que aponta para fora da superfície do plano.

### Campo elétrico de uma carga uniformemente distribuída ao longo de um fio extenso
Vamos considerar um fio longo que possui uma densidade linear uniforme de cargas {\displaystyle \lambda } positiva em toda sua extensão. Podemos determinar o campo elétrico produzido por esta distribuição de cargas através da Lei de Gauss. Para tal, devido à simetria cilíndrica existente, vamos escolher como superfície gaussiana uma superfície cilíndrica de raio {\displaystyle r} e comprimento {\displaystyle h}, coaxial com o fio, como mostrado na Figura 6. Como o fio possui uma densidade linear de cargas uniforme, podemos relacionar a carga contida no interior da superfície gaussiana com esta densidade pela seguinte expressão: {\displaystyle q_{int}=\lambda h}. Dessa forma, a Lei de Gauss pode ser escrita como:
{\displaystyle \oint _{S}\mathbf {E} \cdot d\mathbf {A} ={\dfrac {q_{int}}{\varepsilon _{0}}}={\dfrac {\lambda h}{\varepsilon _{0}}}}
Uma vez que o fio está carregado positivamente e considerando sua simetria cilíndrica, esperamos que o campo elétrico produzido por ele aponte radialmente para fora do fio. Tal característica faz com que o fluxo de campo elétrico seja nulo nos planos da base da superfície gaussiana, isto é, {\displaystyle \mathbf {E} \cdot d\mathbf {A} =0}, já que o ângulo entre {\displaystyle {\textbf {E}}} e {\displaystyle d\mathbf {A} } é {\displaystyle 90^{\circ }}. Na superfície lateral, o diferencial de fluxo passa a ser escrito como {\displaystyle EdA}, já que o ângulo entre {\displaystyle {\textbf {E}}} e {\displaystyle d\mathbf {A} } é {\displaystyle 0^{\circ }}. Dessa forma, sendo {\displaystyle 2\pi rh} a área lateral da superfície gaussiana, temos que (onde SL significa Superfície Lateral):
{\displaystyle E\int _{SL}dA={\dfrac {\lambda h}{\varepsilon _{0}}}}
{\displaystyle E\cdot (2\pi rh)={\dfrac {\lambda h}{\varepsilon _{0}}}}
{\displaystyle E={\dfrac {1}{2\pi \varepsilon _{0}}}{\dfrac {\lambda }{r}}}
Logo, a expressão vetorial da distribuição espacial do campo elétrico resulta em:
{\displaystyle \mathbf {E} ={\dfrac {1}{2\pi \varepsilon _{0}}}{\dfrac {\lambda }{r}}\mathbf {\hat {r}} }

## Lei de Gauss para dielétricos

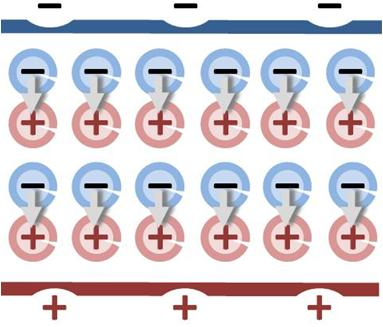
Figura 7: Ilustração da polarização de um material dielétrico.

### Cargas livres e cargas ligadas
Um dielétrico em presença de um campo elétrico, sofre o que se chama de polarização. A polarização consiste na separação das cargas positivas e negativas desse dielétrico, visto que o campo elétrico acelera cargas positivas no sentido do campo e cargas negativas no sentido oposto. Essas cargas geradas por esse efeito de polarização é o que se chama de cargas ligadas. O material passa a ser constituído de dipolos, como mostrado na figura 6. Dessa forma, as cargas estão "presas" aos dipolos, não estão livres para se mover. Por sua vez, é chamado de carga livre, o restante das cargas, que não foram geradas por esse efeito de polarização. As cargas livres são as cargas com as quais se está mais habituado quando se estuda eletrostática. Desse modo, num dielétrico, a densidade volumétrica de carga pode ser escrita como:
{\displaystyle \rho =\rho _{lig}+\rho _{liv}}
onde {\displaystyle \rho _{lig}} é a densidade volumétrica de carga ligada e {\displaystyle \rho _{liv}} é a densidade volumétrica de carga livre.

### Demonstração da lei de Gauss para dielétricos
| Demonstração |                                                           |
| --- | --------------------------------------------------------- |
| {\displaystyle \rho =\rho _{lig}+\rho _{liv}} Pela lei de Gauss na forma diferencial: {\displaystyle \varepsilon _{0}\nabla \cdot \mathbf {E} =\rho =\rho _{lig}+\rho _{liv}=-\nabla \cdot \mathbf {P} +\rho _{liv}} onde usamos o resultado de que {\displaystyle \rho _{lig}=-\nabla \cdot \mathbf {P} } (ver Leitura Complementar(**)) e P é o vetor polarização, que é definido como o momento de dipolo por unidade de volume. {\displaystyle \nabla \cdot (\varepsilon _{0}\mathbf {E} )+\nabla \cdot \mathbf {P} =\rho _{liv}} {\displaystyle \nabla \cdot (\varepsilon _{0}\mathbf {E} +\mathbf {P} )=\rho _{liv}} A expressão entre parênteses é designada pela letra D, que é o chamado vetor de deslocamento elétrico. Ou seja: {\displaystyle \mathbf {D} =\varepsilon _{0}\mathbf {E} +\mathbf {P} } Portanto: :{\|cellpadding="5" style="border:2px solid #000000;background: #f5f5f5; text-align: center;" | {\displaystyle \nabla \cdot \mathbf {D} =\rho _{liv}\,\!} |
Essa é a lei de Gauss em dielétricos na forma diferencial. Para obter a forma integral:
{\displaystyle \int _{V}(\nabla \cdot \mathbf {D} ){d}\tau =\int _{v}\rho _{liv}\ {d}\tau }
Pelo teorema de Stokes:
:{|cellpadding="5" style="border:2px solid #000000;background: #f5f5f5; text-align: center;"
|
{\displaystyle \oint _{S}\mathbf {D} \cdot \mathrm {d} \mathbf {A} =q_{liv_{int}}\,\!} 
|}
Pode-se observar que a lei de Gauss para dielétricos só faz referência à cargas livres, que é o tipo de carga sobre o qual se tem controle e se tem mais facilidade de medir, por isso, a lei de Gauss para dielétricos torna-se um artifício muito útil para calcular o vetor deslocamento elétrico de diferentes distribuições de carga e, consequentemente, o campo elétrico dessas distribuições, que pode ser obtido através da relação entre E e D.
|}